# Miss República Dominicana

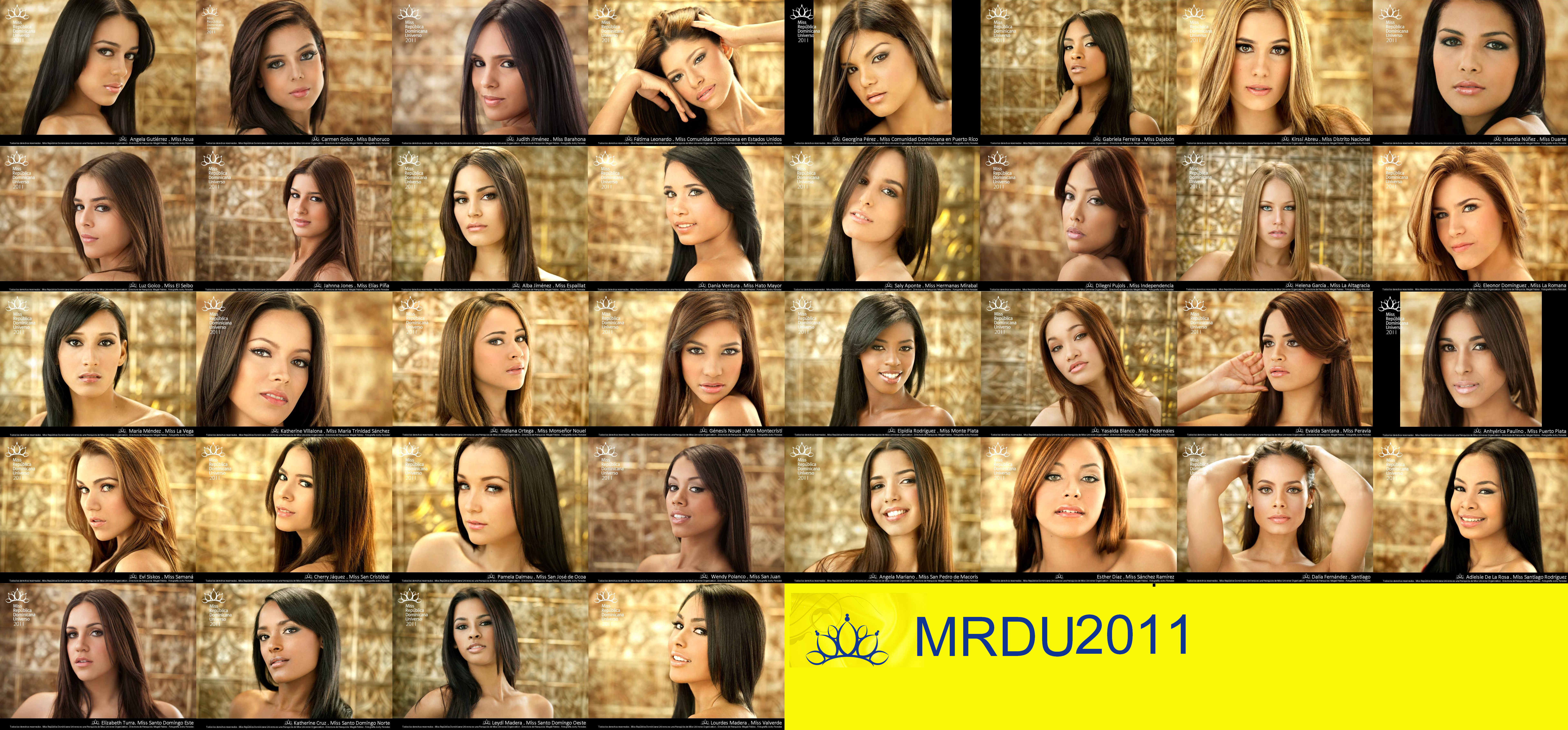
Candidatas para o Miss República Dominicana 2011

O Miss República Dominicana é um concurso de beleza feminino realizado anualmente desde 1956 na República Dominicana. O concurso, onde mulheres que variam em idade entre 18 a 25 anos representam cada uma das muitas províncias dominicanas, cidades e comunidades. As quatro mulheres mais bem sucedidas no concurso nacional poderão participar de outros concursos, especificamente Miss Universo, Miss Mundo, Miss Beleza Internacional e Miss Terra. O país do Caribe já conseguiu um título em 2003 com Amelia Vega. Depois disso, conseguiu um 2º lugar em 2009 com Ada de La Cruz.

## Vencedoras
| Ano  | Miss República Dominicana         | Cidade                 | No Miss Universo       |
| 1956 | Olga Fiallo                       | Santiago               |                        |
| 1957 | Belgica Margarita                 | Pedernales             |                        |
| 1958 | Cesarina Marrón                   | Espaillat              |                        |
| 1962 | Sarah Frómeta                     | Puerto Plata           |                        |
| 1963 | Carmen Abinader                   | Distrito Nacional      |                        |
| 1964 | Clara Chapuseaux                  | San Rafael             |                        |
| 1965 | Clara Herrera                     | Sánchez Ramírez        |                        |
| 1967 | Jeanette Garcia                   | Barahona               |                        |
| 1968 | Ana María Ortíz                   | Puerto Plata           |                        |
| 1969 | Rocío García                      | Samaná                 |                        |
| 1970 | Sobeida Fernández                 | Valverde               |                        |
| 1971 | Sagrario Reyes                    | Séibo                  |                        |
| 1972 | Ivonne Butler                     | Barahona               |                        |
| 1973 | Lily Fernández                    | Distrito Nacional      |                        |
| 1974 | Jacqueline Cabrera                | Espaillat              |                        |
| 1975 | Milvia Troncoso                   | Dajabón                |                        |
| 1976 | Norma Lora                        | Independencia          |                        |
| 1977 | Blanca Aurora                     | Puerto Plata           | Semifinalista (Top 12) |
| 1978 | Raquel Jacobo                     | María Trinidad Sánchez |                        |
| 1979 | Elizabeth García                  | Samaná                 |                        |
| 1980 | Milagros Germán                   | Santiago Rodríguez     |                        |
| 1981 | Fausta Peña                       | Puerto Plata           |                        |
| 1982 | Soraya Morey                      | San Pedro de Macorís   |                        |
| 1983 | María Astwood                     | Distrito Nacional      |                        |
| 1984 | Sumaya Heinsen                    | Puerto Plata           |                        |
| 1985 | Melba Vicens Bello                | Distrito Nacional      |                        |
| 1986 | Lissette Chamorro                 | Monte Cristi           |                        |
| 1987 | Carmen Rita Pérez                 | Santiago               |                        |
| 1988 | Patricia Jiménez                  | Duarte                 | Semifinalista (Top 10) |
| 1989 | Anny Canaán                       | La Vega                |                        |
| 1990 | Rosario Rodríguez                 | Distrito Nacional      |                        |
| 1991 | Melissa Vargas                    | Santiago               |                        |
| 1992 | Liza González                     | Santiago               |                        |
| 1993 | Odalisse Rodríguez                | Distrito Nacional      |                        |
| 1994 | Vielka Valenzuela                 | La Vega                |                        |
| 1995 | Cándida Betances                  | San Cristóbal          | Semifinalista (Top 10) |
| 1996 | Sandra Abreu                      | La Romana              |                        |
| 1997 | Cesarina Mejía                    | Azua                   |                        |
| 1998 | Selinée Méndez                    | Monseñor Nouel         |                        |
| 1999 | Luz Guzmán                        | Moca                   |                        |
| 2000 | Gilda Jovine                      | Constanza              |                        |
| 2001 | Claudia Cruz de los Santos        | San Juan               |                        |
| 2002 | Joanna Ocumárez Apataño           | San Pédro De Macorís   |                        |
| 2003 | Amelia Victória Vega Polanco      | Santiago               | Miss Universo 2003     |
| 2004 | Larissa del Mar Fiallo Scanlón    | La Vega                |                        |
| 2005 | Renata Soñé Savery                | Distrito Nacional      | 3.º Lugar              |
| 2006 | Mía Lourdes Taveras               | Santiago               |                        |
| 2007 | Massiel Indira Henríquez          | Santiago               |                        |
| 2008 | Marianne Elizabeth Cruz González  | Hermanas Mirabal       | 3.º Lugar              |
| 2009 | Ada Aimée de la Cruz Ramírez      | San José de Ocoa       | 2.º Lugar              |
| 2010 | Eva Carolina Arias Viñas          | Espaillat              |                        |
| 2011 | Dalia Fernández Sánchez           | Santiago               |                        |
| 2012 | Dulcita Lynn Lieggi Francisco     | Santo Domingo          |                        |
| 2013 | Yaritza Miguelina Reyes Ramírez   | Elías Piña             | Semifinalista (Top 10) |
| 2014 | Kimberly Altagracia Castillo Mota | Higüey                 |                        |
| 2015 | Clarissa María Molina Contreras   | Espaillat              | Semifinalista (Top 10) |
| 2016 | Rosalba Garcías Andrickson        | Maimón                 |                        |
| 2017 | Carmen Muñoz Guzmán               | Duarte                 |                        |
| 2018 | Aldy Bernard                      | Laguna Salada          |                        |
| 2019 | Clauvid Dály                      | Punta Cana             | Semifinalista (Top 20) |

### Premiações especiais
- Miss Simpatia: Sarah Olimpia Frómeta (1962)